# Olessja Alexandrowna Sabara
Olessja Alexandrowna Sabara (russisch Олеся Александровна Забара, engl. Transkription Olesya Zabara; * 6. Oktober 1982 in Machoschewskaja, RSFSR, Sowjetunion als Olessja Bufalowa russisch Буфалова, englisch Bufalova) ist eine ehemalige russische Leichtathletin, die sich auf den Dreisprung spezialisiert hat. Ihren größten Erfolg feierte sie mit dem Gewinn der Silbermedaille bei den Halleneuropameisterschaften 2007 in Birmingham und 2011 in Paris.

## Sportliche Laufbahn
Erste internationale Erfahrungen sammelte Olessja Sabara im Jahr 1999, als sie bei den erstmals ausgetragenen Jugendweltmeisterschaften in Bydgoszcz in 59,16 s den sechsten Platz im 400-Meter-Hürdenlauf belegte. 2006 belegte sie bei den Europameisterschaften in Göteborg mit 14,23 m den fünften Platz im Dreisprung und im Jahr darauf gewann sie bei den Halleneuropameisterschaften in Birmingham mit 14,50 m die Silbermedaille hinter der Spanierin Carlota Castrejana. Im August gelangte sie bei den Weltmeisterschaften in Osaka mit 14,39 m im Finale auf den siebten Platz. 2008 klassierte sie sich bei den Hallenweltmeisterschaften in Valencia mit 14,31 m auf dem sechsten Platz und 2011 gewann sie bei den Halleneuropameisterschaften in Paris mit 14,45 m die Silbermedaille hinter der Italienerin Simona La Mantia. Bis 2021 blieb sie auf nationaler Ebene aktiv, konnte sich aber für keine weiteren internationalen Meisterschaften mehr qualifizieren.
In den Jahren 2007 und 2011 wurde Sabara russische Hallenmeisterin im Dreisprung.